# Adnan Zildžović
Adnan Zildžović (* 28. Oktober 1969 in Brčko) ist ein ehemaliger jugoslawischer bzw. bosnischer Fußballspieler. Nach dem Karriereende begann er eine Trainerkarriere.

## Sportlicher Werdegang
Zildžović begann mit dem Fußballspielen beim FK Jedinstvo Brčko. Nach Beginn der Jugoslawienkriege wechselte er zum slowenischen Klub NK Steklar, mit dem er 1993 aus der Slovenska Nogometna Liga abstieg. Später wechselte er zurück in die höchste Spielklasse und schloss sich dem NK Publikum Celje an. 1996 kam er nach Deutschland und spielte eine Saison für den 1. Suhler SV in der Oberliga Nordost. Anschließend wechselte er zum Zweitligaabsteiger SV Waldhof Mannheim in die Regionalliga Süd, konnte sich aber beim Drittligisten nicht dauerhaft durchsetzen. Daraufhin kehrte er nach Slowenien zurück, wo er für den NK Korotan Prevalje spielte. Anschließend versuchte er sich erneut im Ausland und spielte für die israelischen Klubs Maccabi Jaffa und Hapoel Jerusalem. Nach einer kurzen Stippvisite bei NK Celje ließ er seine Karriere beim NK Krško und bei NK Krka jeweils Als Spielertrainer ausklingen.
Nach seinem Karriereende war Zildžović Trainer bei verschiedenen unterklassigen slowenischen Klubs und zudem beim saudi-arabischen Klub al-Taawoun und dem albanischen Verein KS Bylis Ballsh tätig. Zwischen 2018 und 2019 trainierte er den bosnischen Klub FK Mladost Doboj Kakanj, anschließend war er beim FK Zvijezda 09 tätig. 2022 übernahm er den slowenischen Klub NK Rudar Velenje, der in der zweitklassigen Druga Slovenska Nogometna Liga antrat. 2024 kehrte er als Trainer zum slowenischen Zweitligisten NK Krka zurück.